# Bahamski dolar
Bahamski dolar, ISO 4217: BSD, je valuta Bahama. Dijeli se na 100 centi, a u domaćem platnom prometu označava se simbolom B$.
U upotrebi je od 1966. godine, kada je zamijenio dotadašnju bahamsku funtu u omjeru 7 šilinga za 1 dolar. Tečaj bahamskog dolara vezan je za tečaj američkog dolara u odnosu 1:1. U opticaju su kovanice u apoenima od 1, 5, 10, 15, 25 i 50 centi, te novčanice od 1/2, 1, 3, 5, 10, 20, 50, 100 B$.